# Francisco Javier Reyes
Francisco Javier Reyes Acosta (La Ceiba, 7 febbraio 1990) è un calciatore honduregno, portiere del Club Deportivo Real Sociedad.

## Carriera

### Club
Ha giocato nella prima divisione honduregna.

### Nazionale
Con la nazionale Under-20 nel 2009 ha partecipato sia al campionato nordamericano di categoria che ai Mondiali Under-20. Nel 2012 ha partecipato ai Giochi Olimpici di Londra.

## Palmarès

### Club

#### Competizioni nazionali
- Campionato honduregno: 4

CD Olimpia: 2009-2010, 2010-2011, 2011-2012, 2012-2013